# ダークスカイ
『ダークスカイ』（原題：Dark Skies）は、 アメリカ合衆国のSFテレビドラマ（海外ドラマ）。NBCテレビで1996年9月21日から1997年5月31日まで放送された。全20回。

## 概要
『Xファイル』と同じくUFOや宇宙人をテーマにしたテレビドラマであるが、本作は1960年代に時代設定を行い、“1960年代に起きた歴史的事件は全て宇宙人の仕業によるものであった”という大胆な設定で描いている。1960年代を細部に至るまで徹底的に再現しており、実在の人物も政治家、軍人、ジャーナリスト、科学者、芸能人に至るまで多数登場する。
1960年代から2001年までを全5シーズン構成で、実際の年月とシンクロした時をクライマックスとする計画であったが、視聴率が伸びなかったため、1シーズンのみで打ち切りとなった。
日本では、WOWOWで1997年10月10日から1998年2月27日まで放送された（再放送は1997年10月14日から1998年3月3日まで）。矢追純一が翻訳監修を担当している。なお、日本放送版では第1・2回（監督：トビー・フーパー）はパイロット版90分スペシャルとしてまとめて放送された。また、第6回と7回が逆に入れ替えられて放送されているが、ミスか意図的なものかどうかは不明である。

## あらすじ
1961年、政治家志望の青年ジョン・ロエンガードは議員秘書として働く事になり、恋人のキム・セイヤーズと共にワシントンD.C.にやって来た。
最初の仕事である空軍の“ブルー・ブック計画”の調査の過程で、彼はUFOや宇宙人＝“グレイ”の存在を調査する秘密組織「マジスティック・トゥエルヴ」（MJ-12）の存在を知り、その指揮下に入る事となるが、キム、さらには上司の議員までもが人間の体内に入り込み操る悪質な宇宙人＝“ハイブ”（The Hive）に侵されてしまう。
キムを何とか救い出したジョンは、公には真実を隠ぺいし、そのためには非情な手段も厭わないMJ-12の体質に嫌気がさして組織を抜け出したため、裏切り者として追われる身となりながらも、 時のジョン・F・ケネディ大統領の弟ロバート・ケネディの協力を得て2人で真実を暴くべく闘う事を決意するのだった。
だが、2人の行く先々では次々と不可解な事件が起こる。そして、その影には常にグレイとMJ-12の存在があった…。

## キャスト
ジョン・ロエンガード（演：エリック・クローズ、吹替：松本保典）
議員秘書。政治家志望の青年。
キンバリー“キム”・セイヤーズ（演：ミーガン・ウォード、吹替：林佳代子）
ジョンの恋人。
フランク・バック（演：J・T・ウォルシュ 、吹替：麦人）
海軍大佐。MJ-12のチーフ。
ジム・スティール（演：ティム・ケレハー 、吹替：田中正彦）
ハイブの親玉。
フィル・アルバーノ（演：コナー・オファレル 、吹替：安井邦彦）
MJ-12のメンバー。
ハリガン（演：チャーリー・ラング、吹替：小室正幸）
MJ-12のメンバー。
ジュリエット・スチュアート（演：ジェリー・ライアン 、吹替：横尾まり）
MJ-12のメンバー。実はロシア人。第13回から登場。
- 日本放送版予告ナレーション：真地勇志

### 実在の人物
- ロバート・ケネディ
- ハリー・S・トルーマン
- アレン・ウェルシュ・ダレス
- ヒューバート・H・ハンフリー
- ネルソン・ロックフェラー
- J・エドガー・フーヴァー
- アール・ウォーレン
- ジェラルド・R・フォード
- ロナルド・レーガン
- ヘンリー・キッシンジャー
- J・リー・ランキン（J.Lee Rankin）[3]
- ロスコー・H・ヒレンケッター（Roscoe H.Hillenkoetter）[4]
- ジェームズ・フォレスタル
- ネーサン・ファラガット・トワイニング
- ノーマン・シュワルツコフ
- コリン・パウエル
- ジェシー・マーセル[5]
- フランシス・ゲーリー・パワーズ
- ジャクリーン・ケネディ・オナシス
- ナンシー・レーガン
- ハワード・ヒューズ
- ジャック・ルビー
- ドロシー・キルガレン（Dorothy Kilgallen）[6]
- ベティ&バーニー・ヒル
- ロニー・ザモラ
- J・アレン・ハイネック（英語版）[7]
- カール・セーガン
- ティモシー・リアリー
- マリリン・モンロー
- ウィリアム・S・ペイリー（William S.Paley）[8]
- ビートルズ
- ブライアン・エプスタイン
- エド・サリヴァン
- ジム・モリソン

## 放映リスト
| 回 | 邦題（ビデオ版）            | 邦題（テレビ版）                                   | 原題                   | 登場する出来事                         |
| -- | --------------------------- | -------------------------------------------------- | ---------------------- | -------------------------------------- |
| 1  | プロローグ：MJ12            | MJ-12（90分スペシャル）                            | The Awakening(part 1)  | U-2撃墜事件、ヒル夫妻誘拐事件          |
| 2  | プロローグ：MJ12            | MJ-12（90分スペシャル）                            | The Awakening(part 2)  | キューバ危機、ケネディ大統領暗殺事件   |
| 3  | 真相/JFK暗殺                | 真相/JFK暗殺                                       | Moving Targets         | ケネディ大統領暗殺事件、ロズウェル事件 |
| 4  | 地球人誘拐                  | 空白の時/アブダクション                            | Mercury Rising         | アポロ計画                             |
| 5  | ビートルズ/サブリミナル攻撃 | ビートルズ/サブリミナルの驚異                      | Dark Days Night        | ビートルズ全米ツアー                   |
| 6  | エリア51                    | エリア51/ドリームランド                            | Dreamland              |                                        |
| 7  | 家畜大虐殺                  | 謎の家畜変死事件（キャトル・ミューティレーション） | Inhuman Nature         | キャトルミューティレーション           |
| 8  | 古代の予言                  | 古代の予言                                         | Ancient Future         | アラスカ地震                           |
| 9  | 宇宙船改造計画              | UFO建造計画                                        | Hostile Convergence    | ソコロUFO事件                          |
| 10 | 人類統一                    | 人類統一                                           | We Shall Overcome      | 公民権運動                             |
| 11 | 沈黙の渚                    | 沈黙の渚                                           | The Last Wave          |                                        |
| 12 | 内なる敵                    | 内なる敵                                           | The Enemy Within       |                                        |
| 13 | ウォーレン委員会            | 真実の証言/ウォーレン委員会                        | The Warren Omission    | ウォーレン委員会                       |
| 14 | ベトナム戦争前夜            | ベトナム戦争下にて                                 | White Rabbit           | ベトナム戦争、トンキン湾事件           |
| 15 | ミステリーサークル          | ミステリーサークル                                 | Shades of Gray         |                                        |
| 16 | 胎児誘拐                    | 母子誘拐                                           | Burn,Baby,Burn         | ワッツ暴動                             |
| 17 | ベトナム反戦運動            | ベトナム反戦運動                                   | Both Sides Now         | ベトナム反戦運動                       |
| 18 | ニューヨーク大停電          | ニューヨーク大停電/闇に消えた事実                  | To Prey in Darkness    | 1965年北アメリカ大停電                 |
| 19 | オーラZ壊滅                 | オーラZ壊滅                                        | Strangers In the Night |                                        |
| 20 | 宇宙からの声                | 血族の絆                                           | Bloodlines             |                                        |